# Autonome Universiteit van Guadalajara
De Autonome Universiteit van Guadalajara (Spaans: Universidad Autónoma de Guadalajara, UAG) is een universiteit in Guadalajara, hoewel de hoofdvestiging zich eigenlijk in de voorstad Zapopan bevindt.
De universiteit werd opgericht in 1935 door Rooms-katholieken die zich verzetten tegen het beleid van president Lázaro Cárdenas (1934-1940), en heette oorspronkelijk Universiteit van het Westen. De universiteit is vooral bekend om haar medische faculteit.
Het voetbalteam Tecos de Guadalajara is aan de UAG gelieerd, evenals de wielerploeg Tecos de la Universidad Autónoma de Guadalajara.
- CiNii: DA04020575
- International Standard Name Identifier: 0000 0004 0483 9196
- Library of Congress Control Number: n82047553
- Virtual International Authority File: 158906463